# Komárov (okres Beroun)
Městys Komárov se nachází v okrese Beroun, kraj Středočeský, 4 km jihozápadně od města Hořovice. Žije zde přibližně 2 400 obyvatel.

## Název
Původ názvu Komárov se dá vysvětlit pravděpodobně od množství komárů poletujících přes močály, které zde kdysi bývaly. V knize Otomara Dvořáka Putování bájnou krajinou se však nachází i „keltský“ výraz komar, což je označení pro soutok, čímž se zřejmě naráží na polohu Komárova na soutoku tří potoků (Červeného, Rohlovského a Jalového).

## Historie

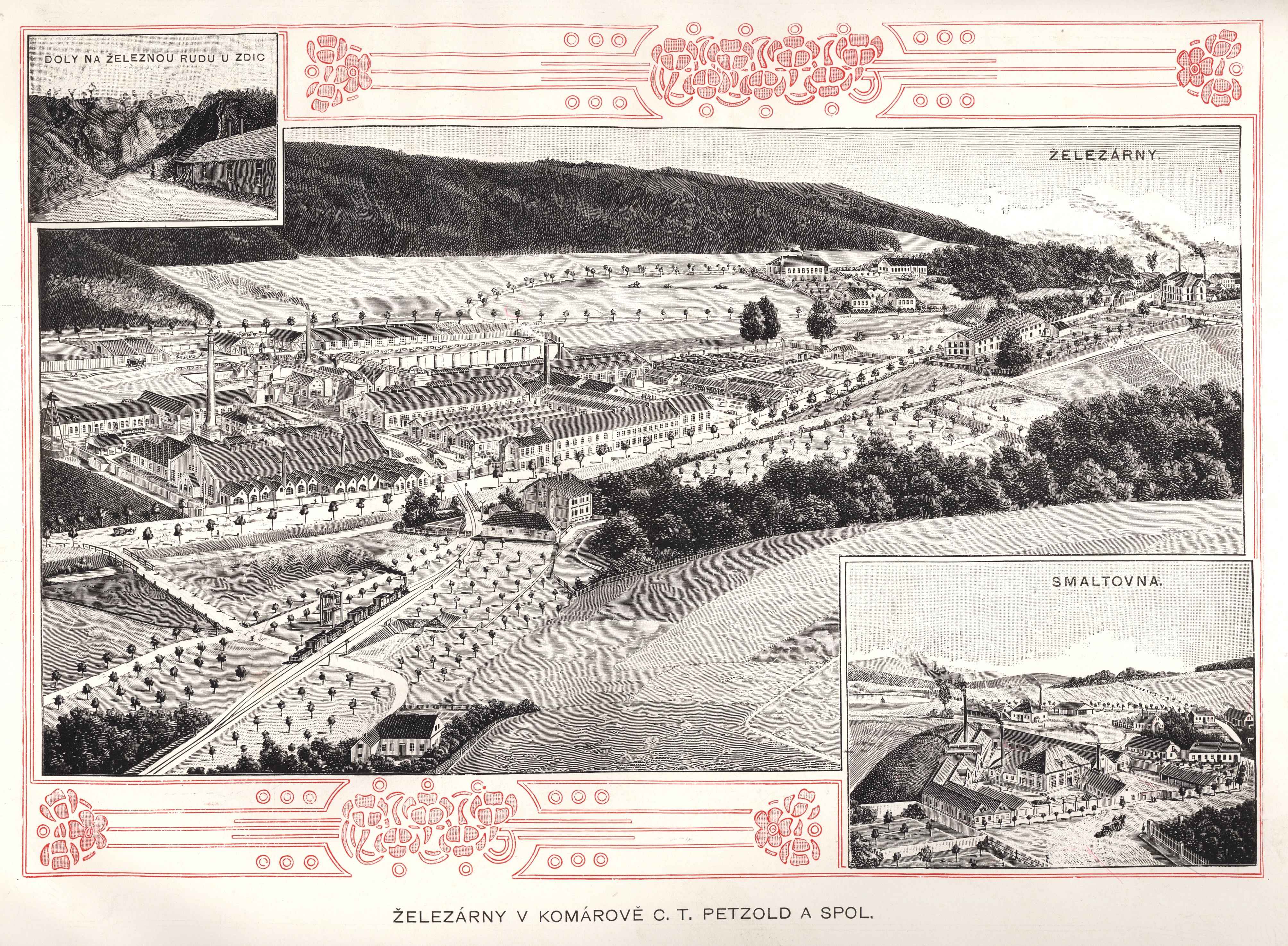
Veduta komárovských železáren C. T. Petzold a spol. z roku 1906

První písemná zmínka o obci Komárov pochází z roku 1263, kdy se zde připomíná jakýsi Bohuslav, zřejmě předek rodu Pešíků z Komárova. Pešíkové drželi komárovský statek až do roku 1602. Původní sídlo tohoto rodu stálo na místě budovy dnešní pošty a Železářského a slévárenského muzea. Objekt stržený v roce 1888 měl čtvercový půdorys, v každém rohu pak byla věž. Poslední věž se zřítila roku 1799. Rod Pešíků z Komárova vymřel roku 1712, kdy jako poslední mužský potomek umírá Karel Pešík z Komárova. Petr Pešík z Komárova († 10. 8. 1636, Drážďany) byl v roce 1635 evidován v tamějším seznamu pobělohorských exulantů. Marie a Ludmila, dcery zesnulého Jiřího Pešíka z Komárova, žily se čtyřmi služkami rovněž v drážďanském exilu a v roce 1638 žádaly o pas na návštěvu Čech.
Zajímavou postavou v komárovské historii byl majitel panství Jindřich Otta z Losu, který byl 21. června 1621 popraven na Staroměstském náměstí v Praze spolu s dalšími vůdci povstání proti Habsburkům.
Roku 1791 zde hrabě Rudolf z Vrbna (1761–1823) založil první železárnu a slévárnu železné litiny v českých zemích , kterou po něm vedl jeho syn, a později Fridrich Wilhelm von Hanau z hesenské větve rodu. Roku 1902 vdova Alžběta, kněžna Hanavská, továrnu prodala C. T. Petzoldovi, který ji roku 1919 proměnil na Akciové železárny. V roce 1948 byly železárny znárodněny a od roku 1949, kdy byl přejmenován na BUZULUK Komárov n. p., prošel řadou různých organizačních změn. Od 6.5.1992 se ze státního podniku BUZULUK Komárov stává akciová společnost.
Roku 1917 povýšil císař Karel I. Komárov na městys. Od 10. října 2006 byl obci vrácen status městyse.

## Obecní správa

### Části obce
Obec Komárov se skládá ze dvou částí na dvou katastrálních územích:
- Komárov (k. ú. Komárov u Hořovic)
- Kleštěnice (i název k. ú.)

### Územněsprávní začlenění
Dějiny územněsprávního začleňování zahrnují období od roku 1850 do současnosti. V chronologickém přehledu je uvedena územně administrativní příslušnost obce v roce, kdy ke změně došlo:
- 1850 země česká, kraj Praha, politický i soudní okres Hořovice[10]
- 1855 země česká, kraj Praha, soudní okres Hořovice
- 1868 země česká, politický i soudní okres Hořovice
- 1939 země česká, Oberlandrat Plzeň, politický i soudní okres Hořovice[11]
- 1942 země česká, Oberlandrat Praha, politický okres Beroun, soudní okres Hořovice[12]
- 1945 země česká, správní i soudní okres Hořovice[13]
- 1949 Pražský kraj, okres Hořovice[14]
- 1960 Středočeský kraj, okres Beroun
- 2003 Středočeský kraj, obec s rozšířenou působností Hořovice

### Rok 1932

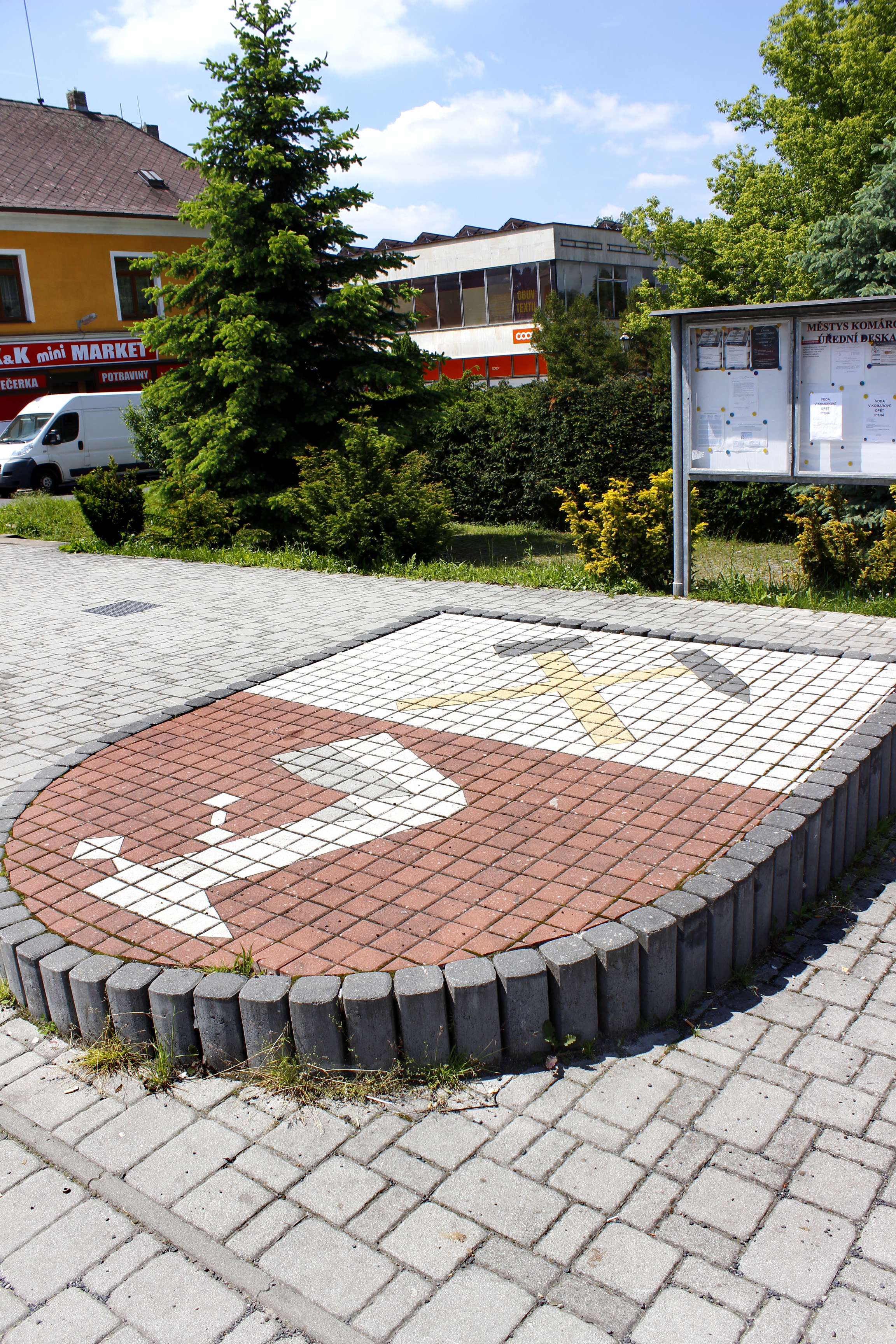
Znak městysu na náměstí

Ve městě Komárov u Hořovic (1542 obyvatel, poštovní úřad, telegrafní úřad, telefonní úřad, četnická stanice, chudobinec, sbor dobrovolných hasičů) byly v roce 1932 evidovány tyto živnosti a obchody: 2 lékaři, biograf Sokol, továrna na cementové zboží, cihelna, 2 cukráři, obchod s cukrovinkami, čalouník, drogerie, elektrotechnický závod, 3 holiči, 6 hostinců, hotel, instalace, kapelník, knihař, kolář, 2 konsumy, 2 kováři, 3 krejčí, obchod s kůžemi, lékárna, malíř, 2 mlýny, 2 modistky obchod s obuví Baťa, 2 obuvníci, 2 pekaři, 2 obchody s lahvovým pivem, pila, pohřební ústav, 2 porodní asistentky, 2 prádelny, 5 řezníků, sedlář, 8 obchodů se smíšeným zbožím, Občanská záložna, 2 stavitelé, obchod se střižním zbožím, 2 švadleny, tesařský mistr, 3 trafiky, 4 truhláři, 2 obchody s uhlím, zahradnictví, zámečník, zubní atelier, Akciové železárny.

### Počet obyvatel
| Rok  | Obyv. | ± %     |
| ---- | ----- | ------- |
| 1869 | 1 262 | —       |
| 1880 | 1 059 | −16,1 % |
| 1890 | 1 103 | +4,2 %  |
| 1900 | 1 228 | +11,3 % |
| 1910 | 1 353 | +10,2 % |
| 1921 | 1 542 | +14 %   |
| 1930 | 1 595 | +3,4 %  |
| 1950 | 1 575 | −1,3 %  |

| Rok  | Obyv. | ± %     |
| ---- | ----- | ------- |
| 1961 | 1 873 | +18,9 % |
| 1970 | 1 915 | +2,2 %  |
| 1980 | 2 271 | +18,6 % |
| 1991 | 2 477 | +9,1 %  |
| 2001 | 2 466 | −0,4 %  |
| 2011 | 2 414 | −2,1 %  |
| 2021 | 2 346 | −2,8 %  |
| 2024 | 2 408 | +2,6 %  |

## Pamětihodnosti
- Kaplička na náměstí Jana Husa
- Secesní budovy na náměstí Míru

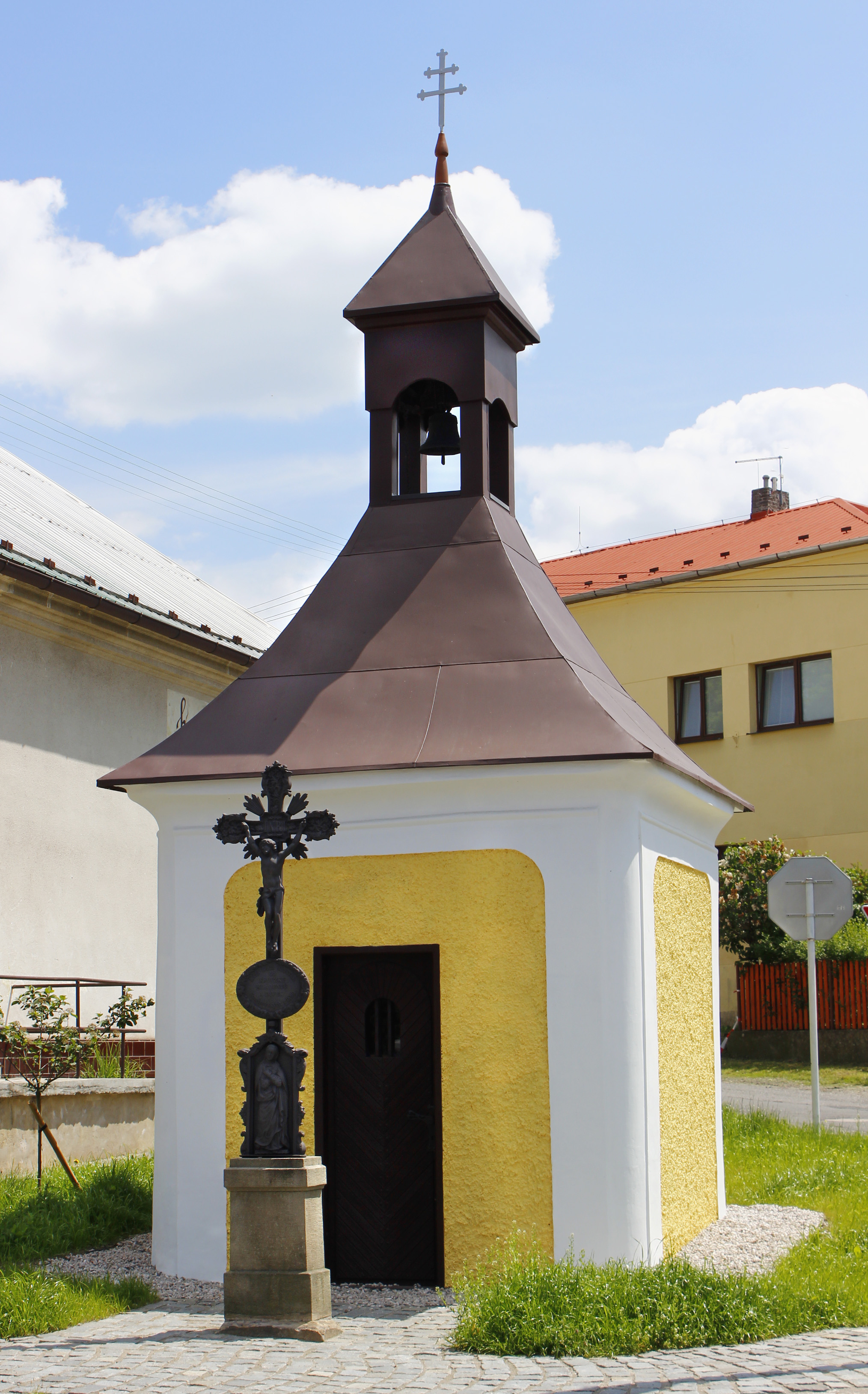
Památkově chráněná kaplička a litinový kříž na náměstí Jana Husa

- Budova bývalého zámku, dnes Železářské a slévárenské muzeum a pošta
- Litinový sloup s orlem na náměstí Míru, pořízená pro Zemskou výstavu v Praze 1891
- Litinové kříže u sokolovny a u zvoničky na náměstí Jana Husa
- Tyršův pomník před budovou muzea
- Sochy Snění a Hoch s rybou, litinový stůl a kandelábr umístěné před budovou muzea

## Osobnosti narozené v Komárově
- Vincenc Bradáč (* 1815) - kněz, kanovník metropolitní kapituly Svatovítské, spisovatel, skladatel, básník, poslanec českého sněmu
- Dominik Zafouk (* 1797) - modelér, sochař, zlatník, autor vzácných plaket, bust, památníků, šperků
- Heřman Němeček (* 1877) - malíř, legionář ve Francii, ilustrátor románů E. Zoly, Sandové, Dostojevského
- Zdeněk Emanuel Fiala (* 1856) – sochař, modelér, vedoucí modelérského kabinetu železáren, autor pomníku F.J.I. a dalších, bust, plaket, spoluautor Hanavského pavilonu[18]
- Marie Petronilla Tietzová Matějková (*1895)  profesorka hudební akademie, harfenistka
- Emanuel Hercík (1892–1957) - český designér, malíř, grafik
- Zdislav Hercík (1893–1968) - český malíř, keramik a loutkář
- Jaroslav Marek (1874 – 1945 Plzeň) - československý politik a meziválečný poslanec
- Karel Čížek (1935 – 2013 Pardubice) - český mykolog.

## Doprava
Dopravní síť
- Pozemní komunikace – Městysem prochází silnice II/117 Žebrák – Hořovice – Komárov – Strašice – Spálené Poříčí – končí napojením na silnici poblíž Klatov. Její celková délka je 73,7 km.
- Železnice – Železniční trať ani stanice na území městyse nejsou. Nejbližší železniční stanicí jsou Hořovice ve vzdálenosti 5 km ležící na trati 170 vedoucí z Prahy do Plzně.

Veřejná doprava 2011
- Autobusová doprava – Autobusové linky projíždějící městysem vedly do těchto cílů: Beroun, Hořovice, Plzeň, Praha, Rokycany, Strašice, Žebrák (dopravce PROBO BUS, a. s.).

## Galerie

Komárovské pamětihodnosti a významné budovy
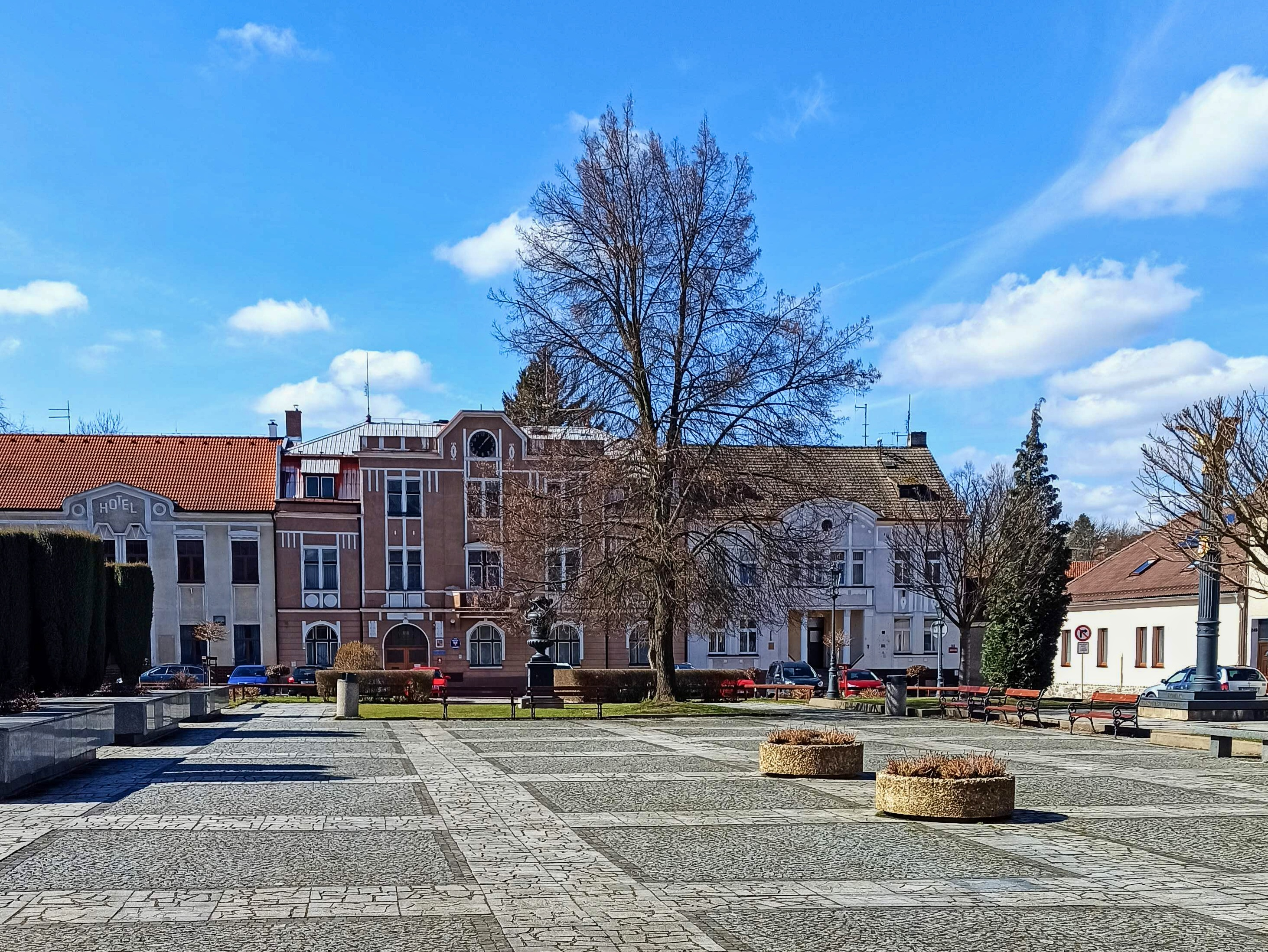
Obecní úřad na náměstí Míru
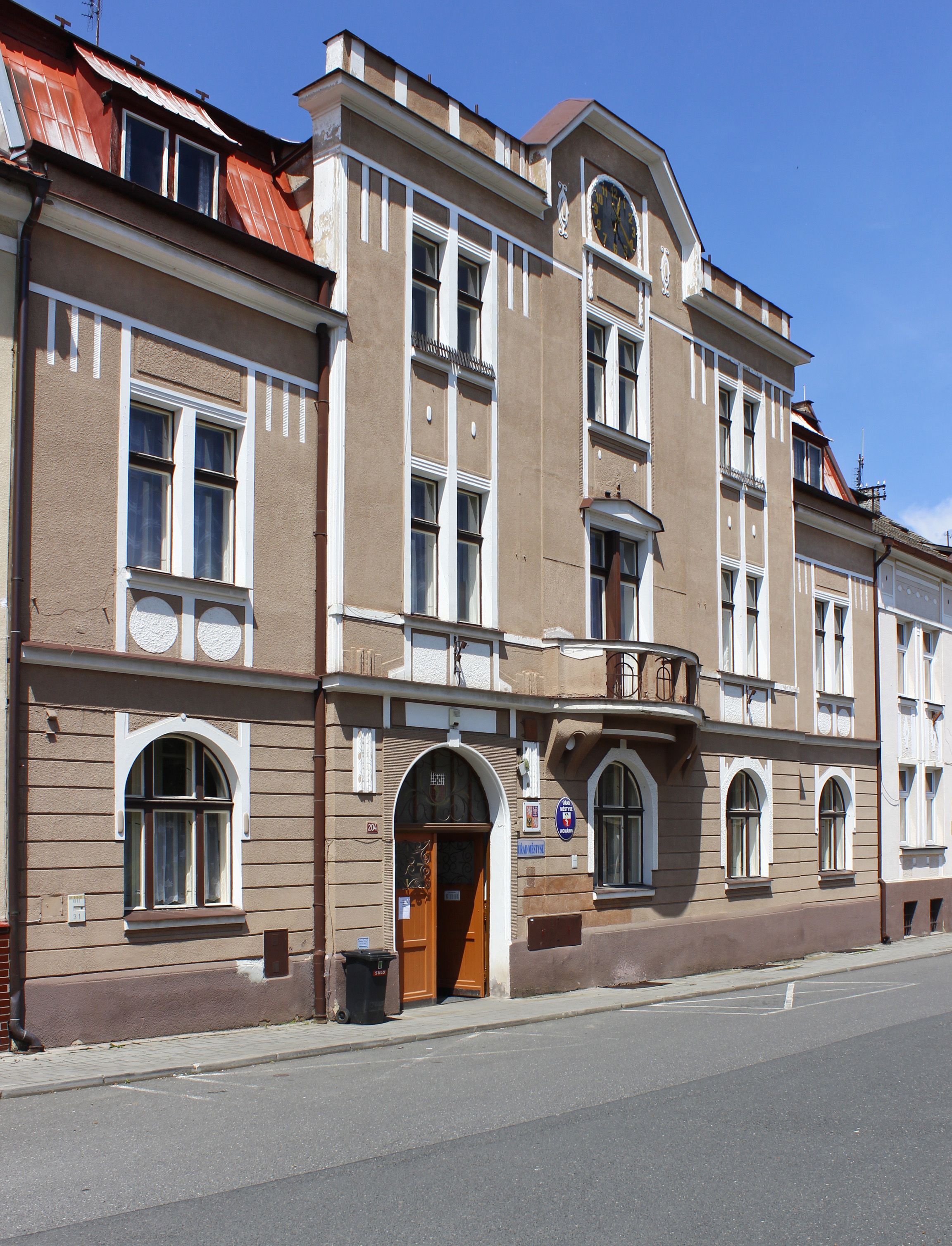
Úřad městyse
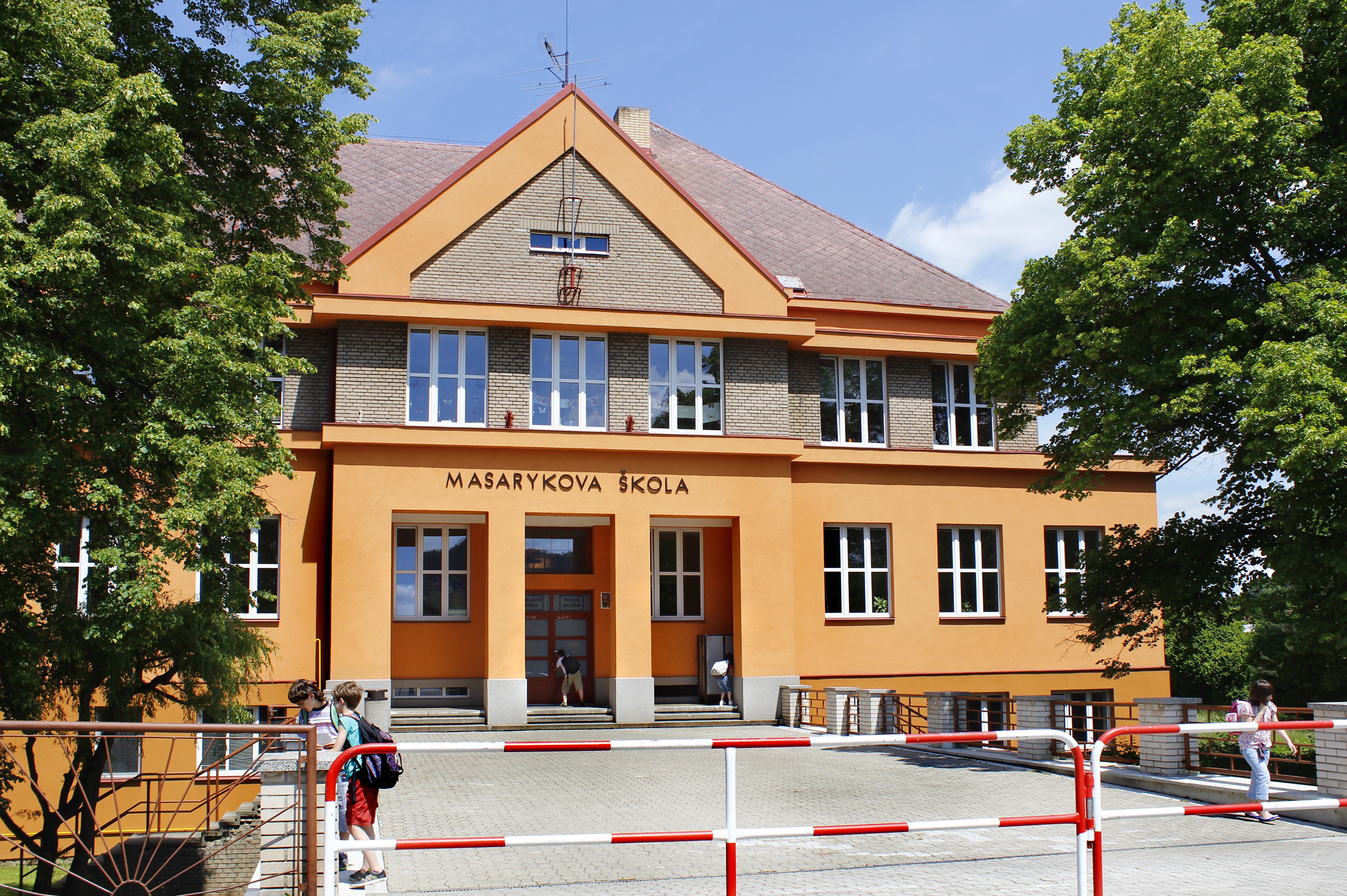
Základní škola T.G.Masaryka
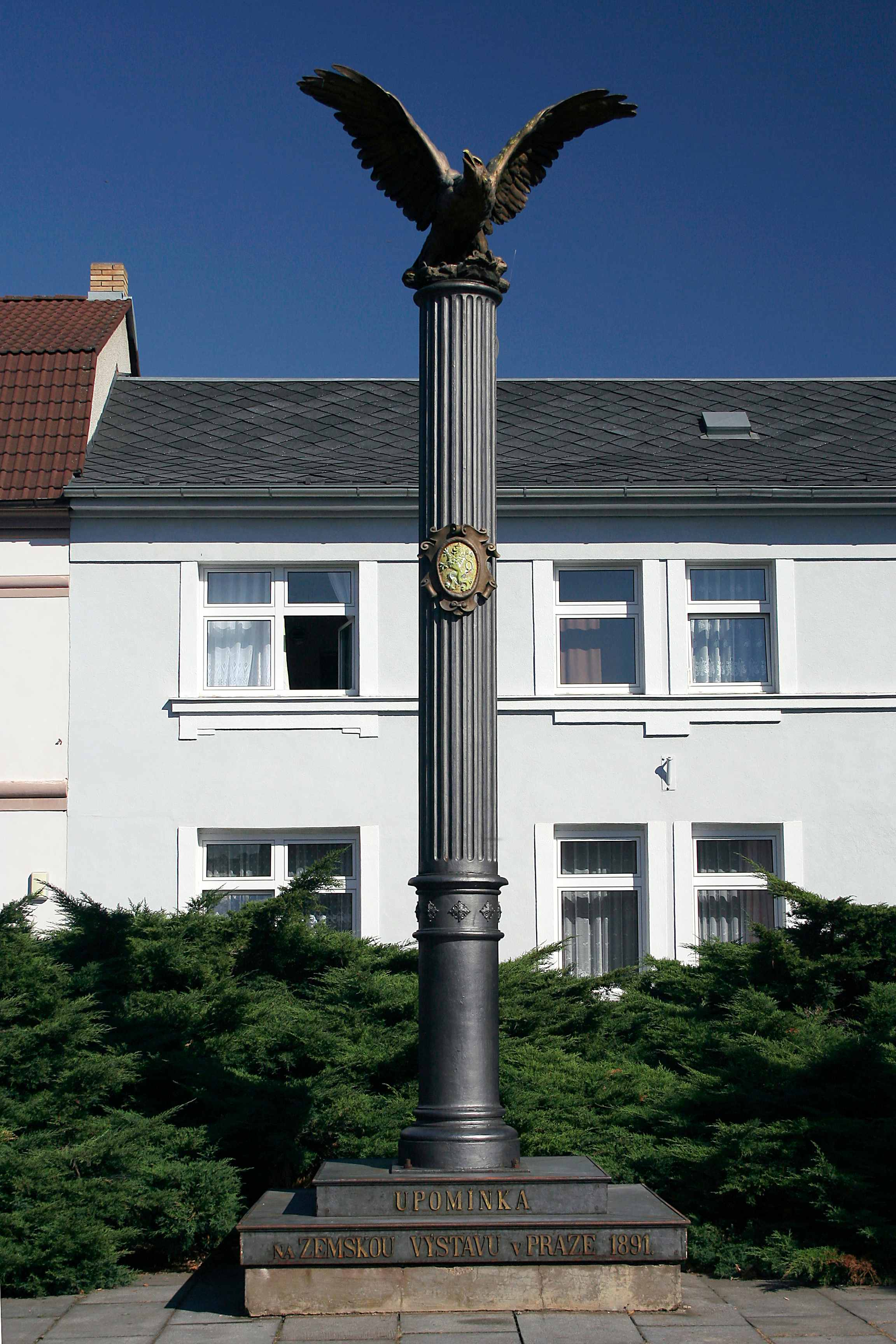
Litinový sloup s orlem určený pro Zemskou výstavu v r.1891
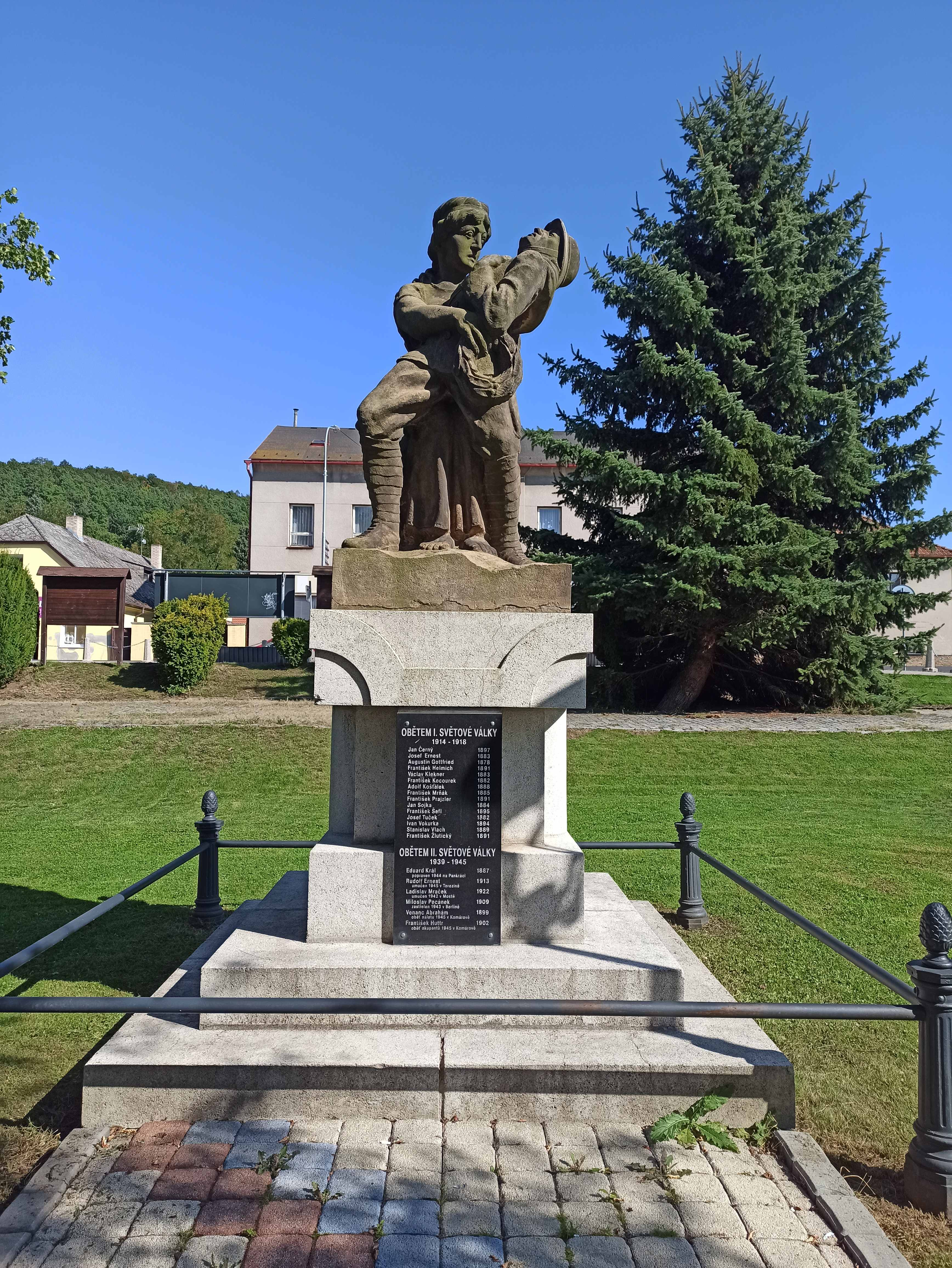
Pomník padlým
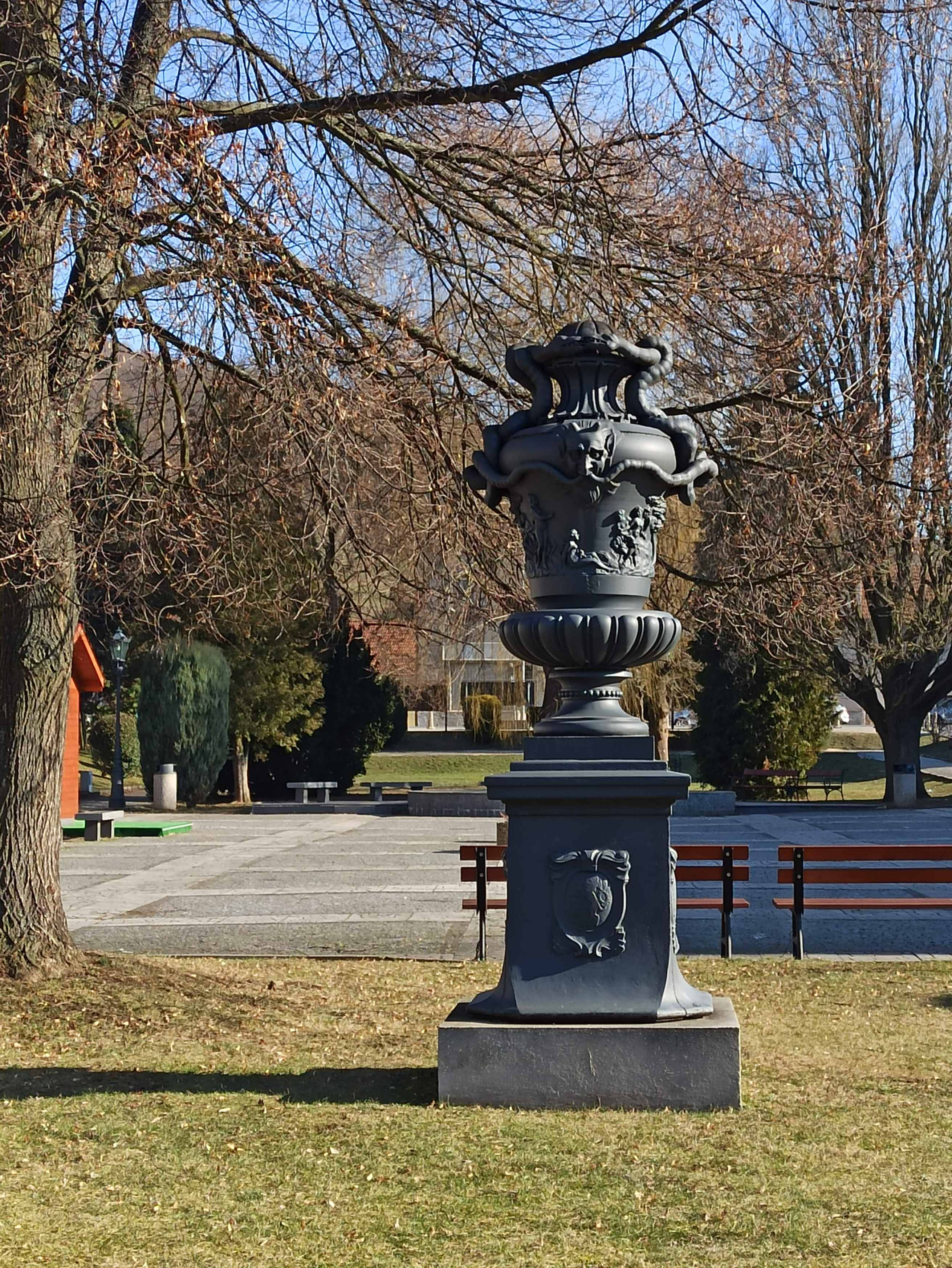
Litinová váza - Pomník svobody
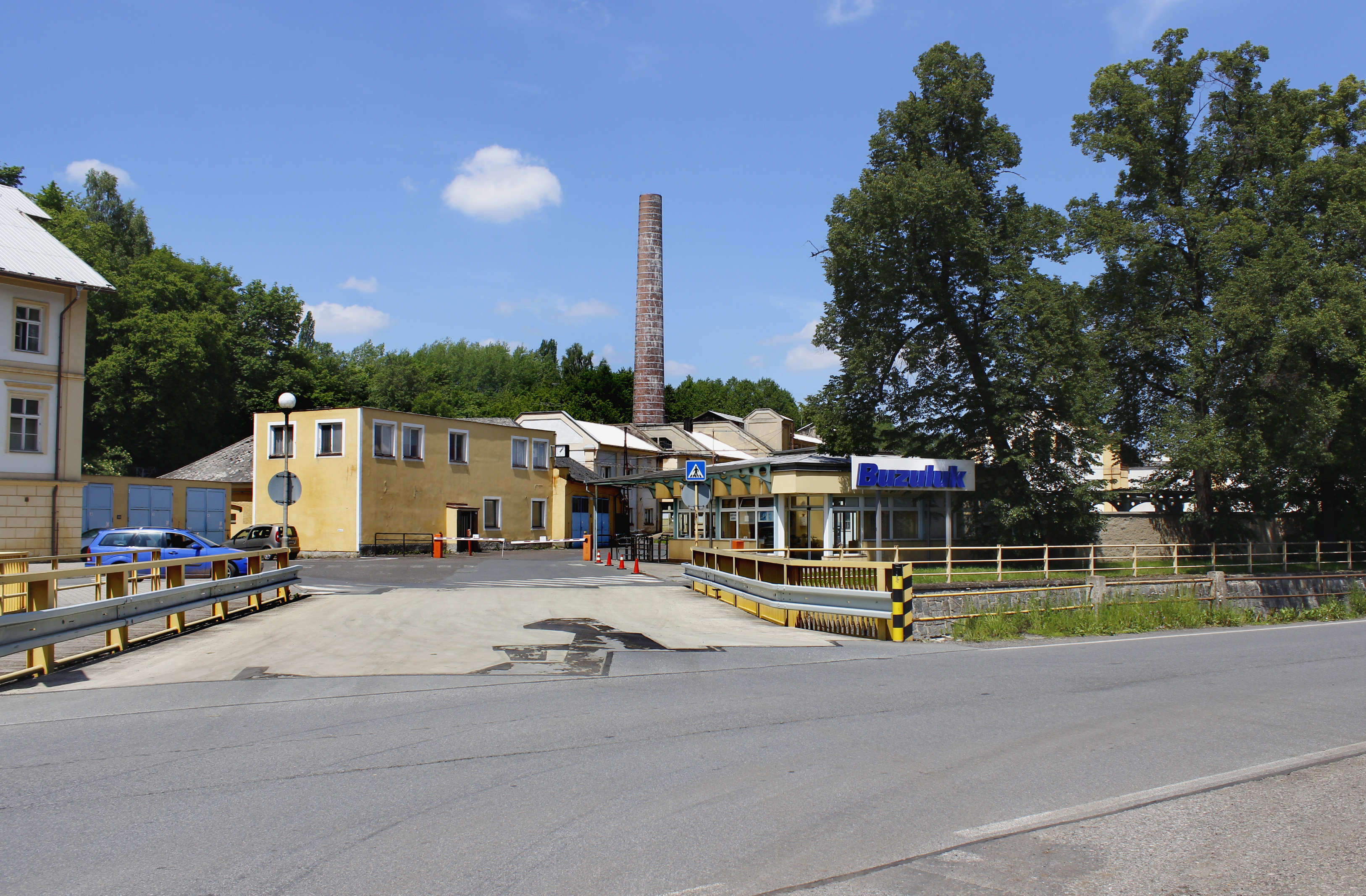
Podnik Buzuluk, a.s.
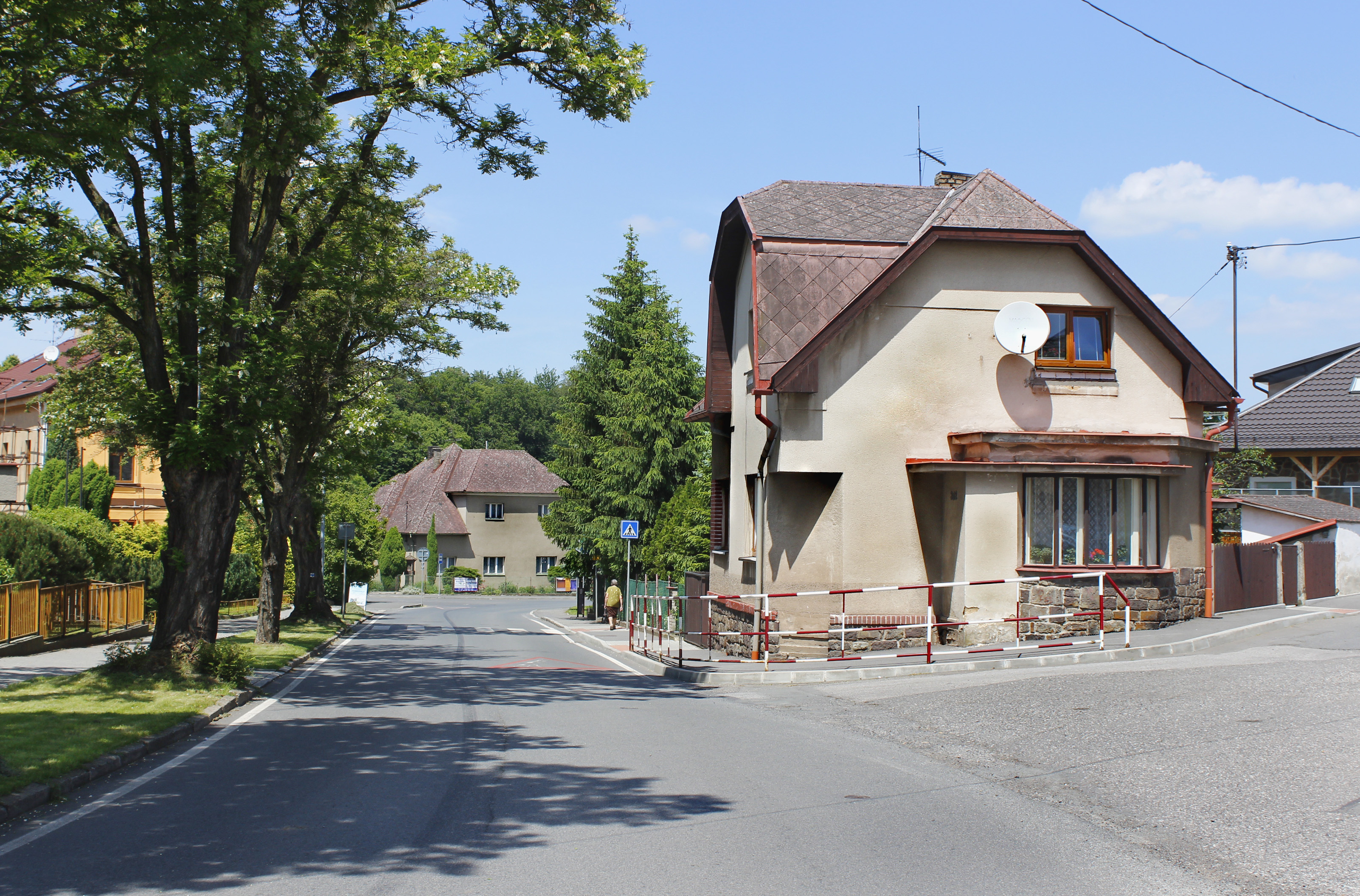
Buzulucká ulice
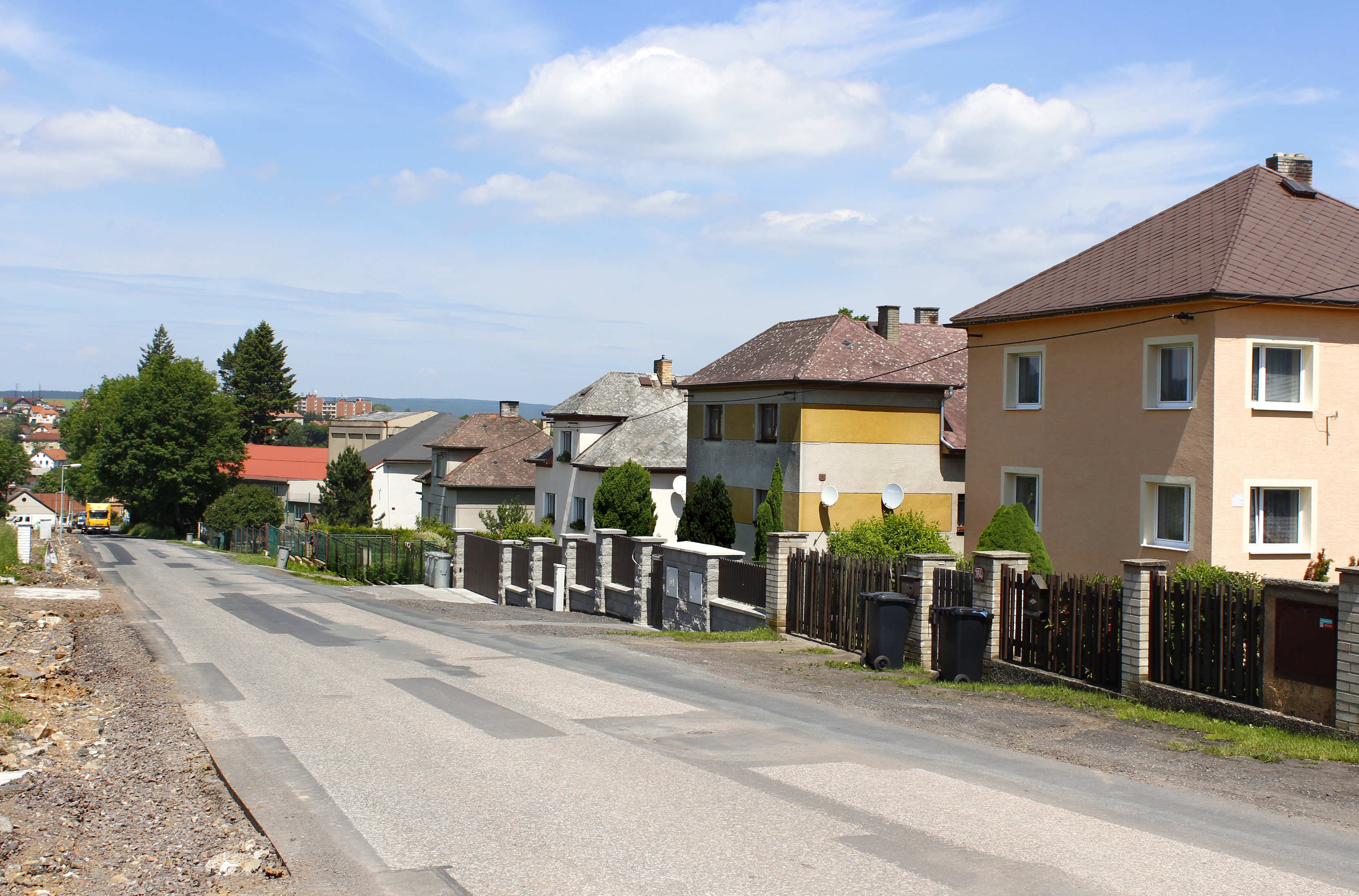
Sokolská ulice v místní části Na Kocábce
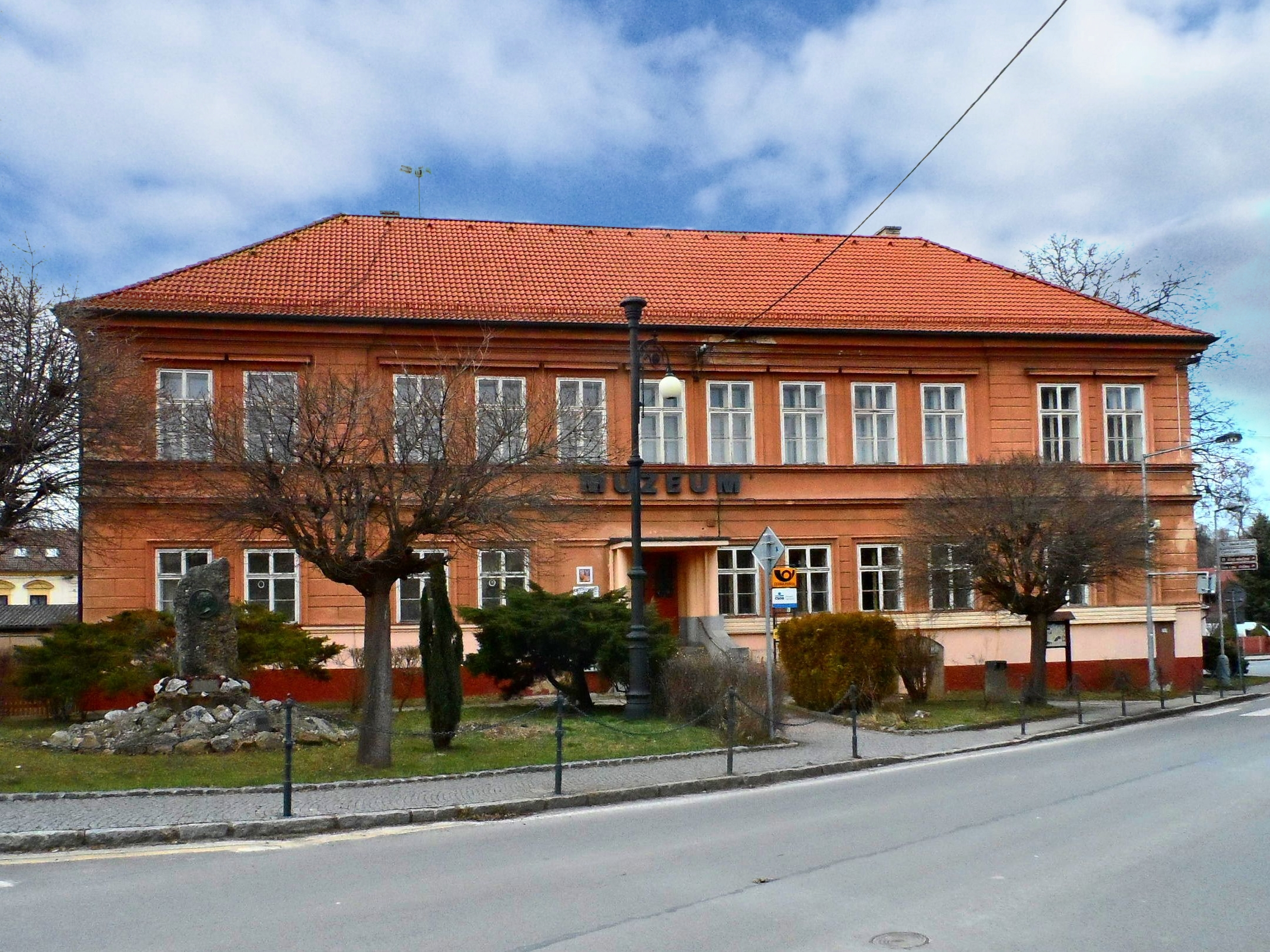
Bývalý zámek, dnes Železářské a slévárenské muzeum a pošta
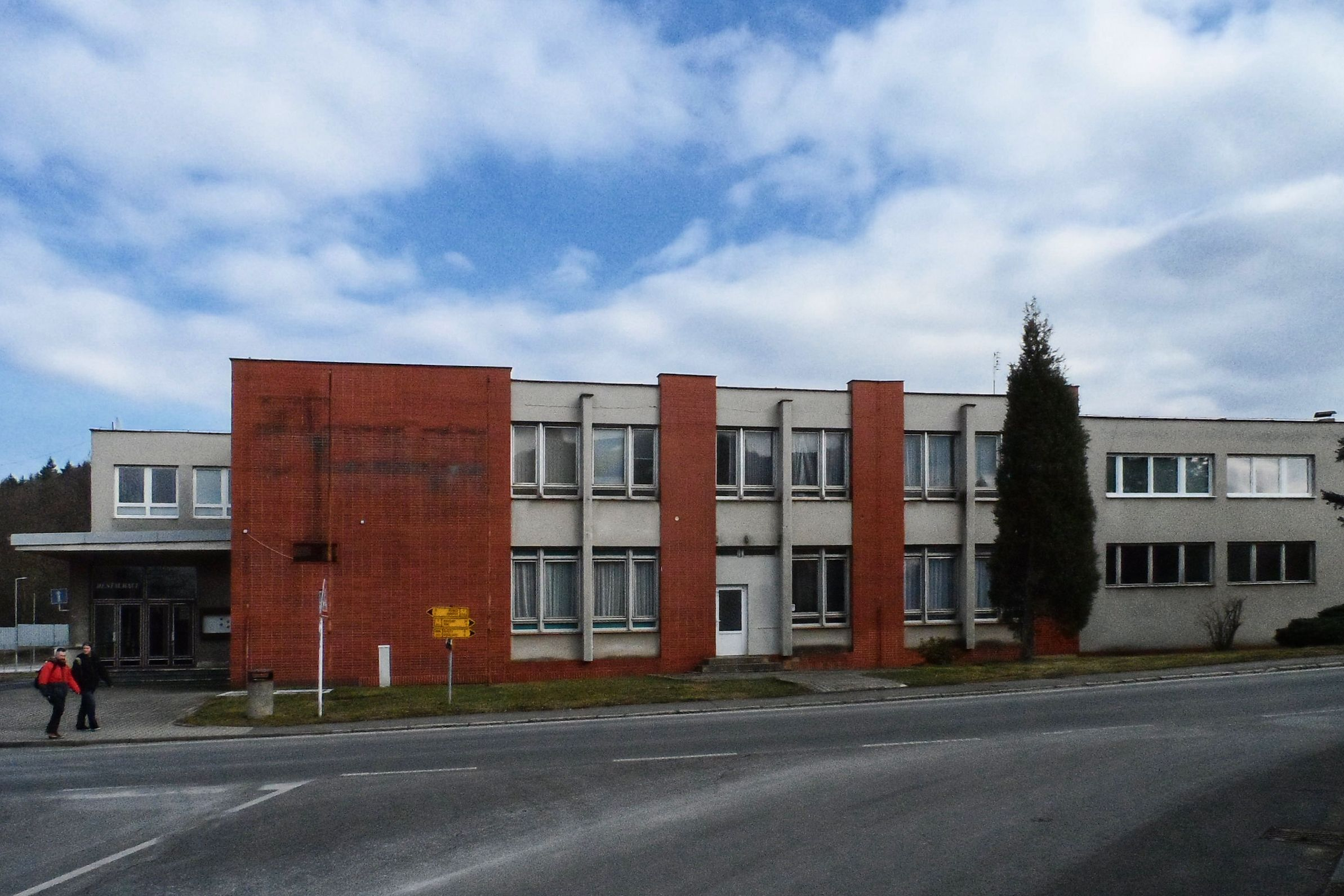
Kulturní dům
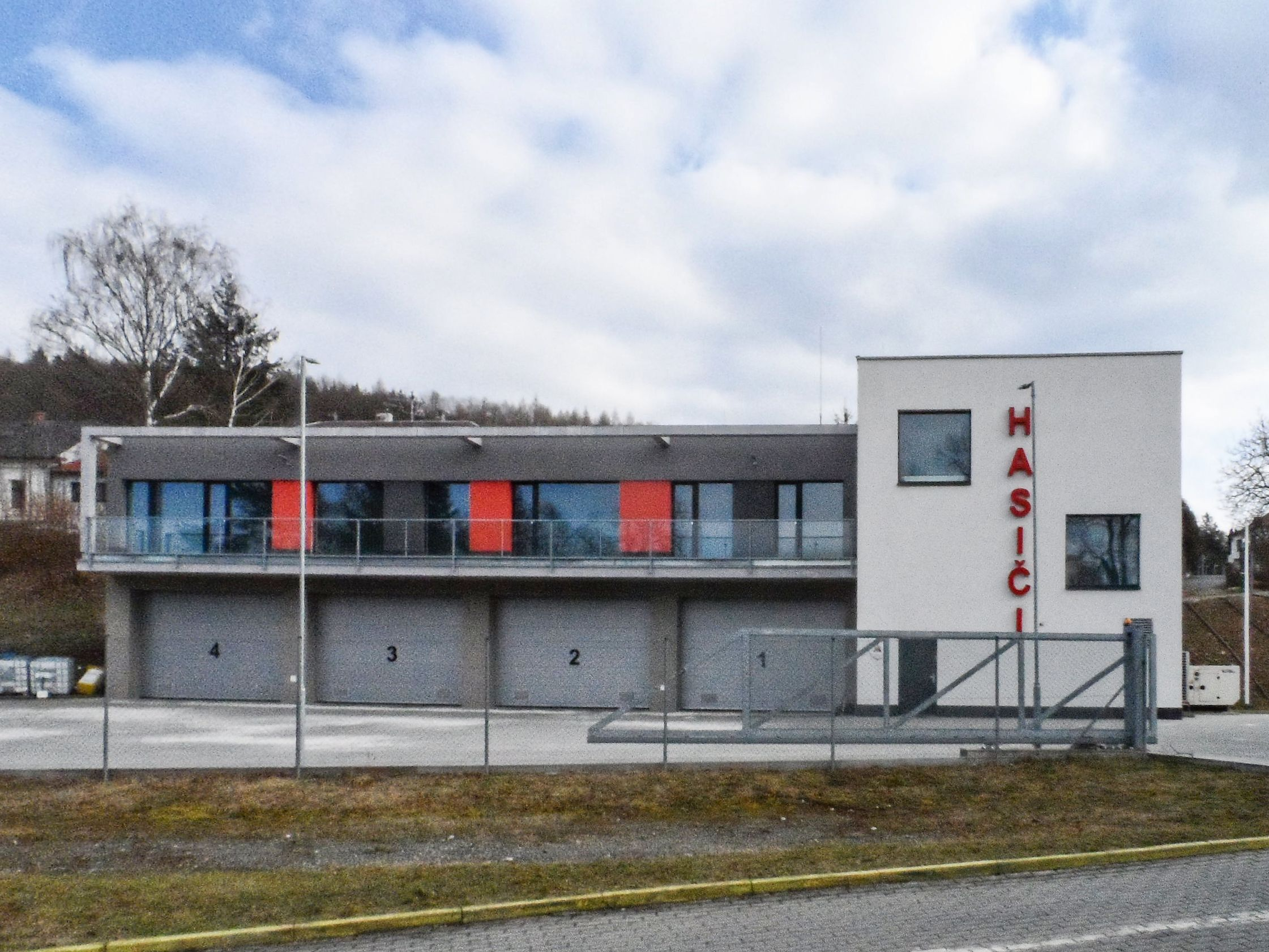
Hasičská stanice
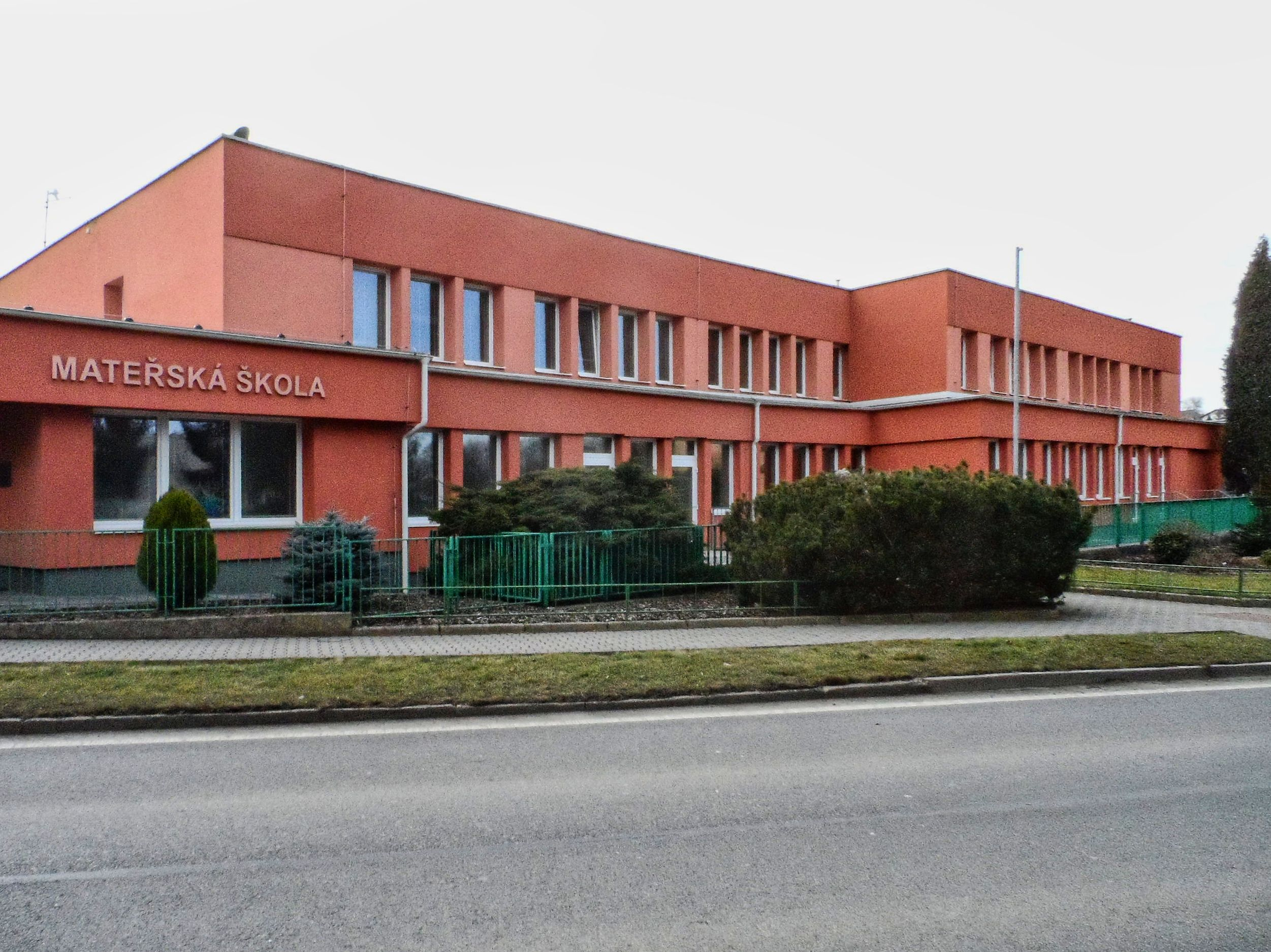
Mateřská škola
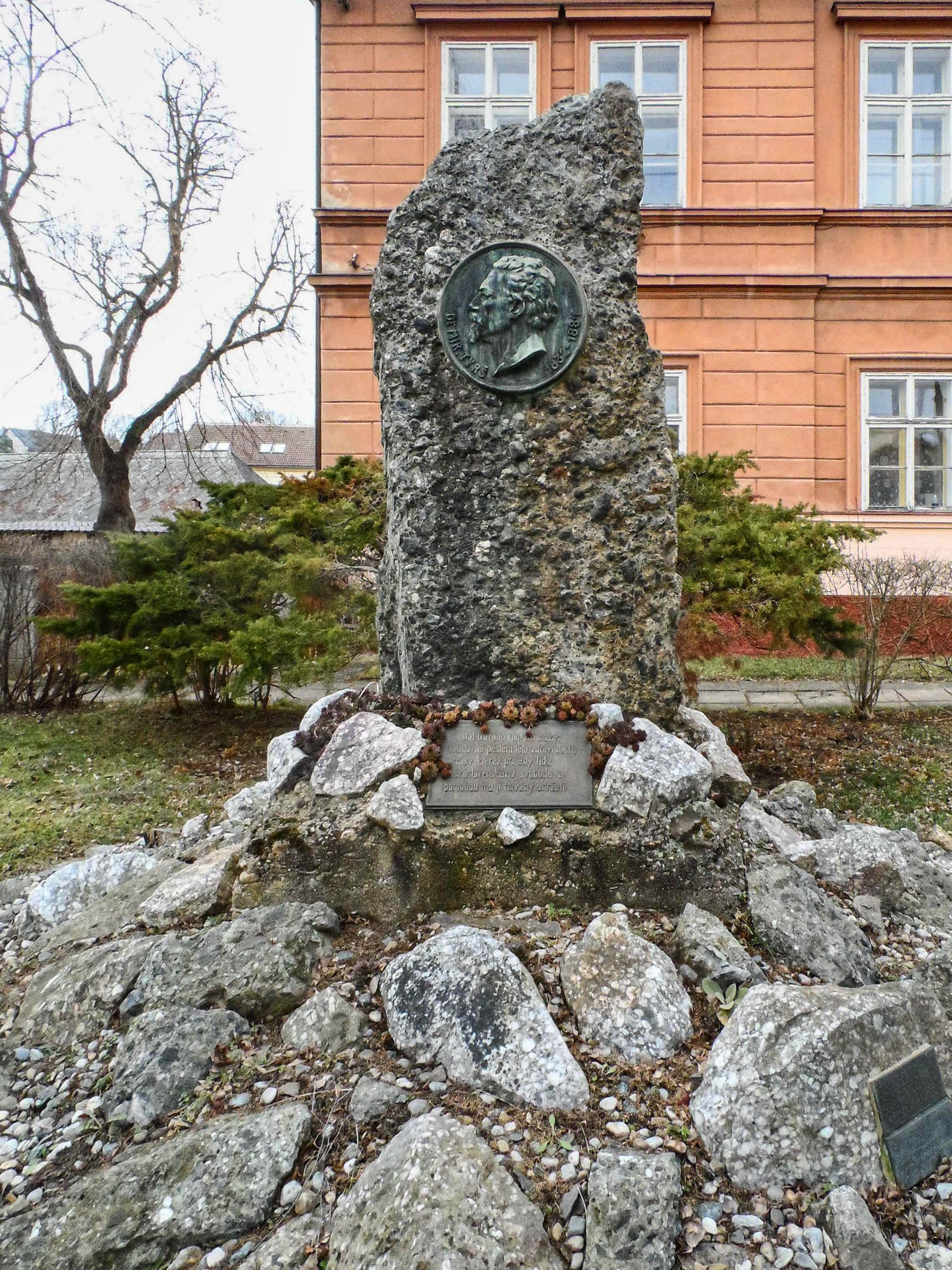
Pomník Mir.Tyršovi
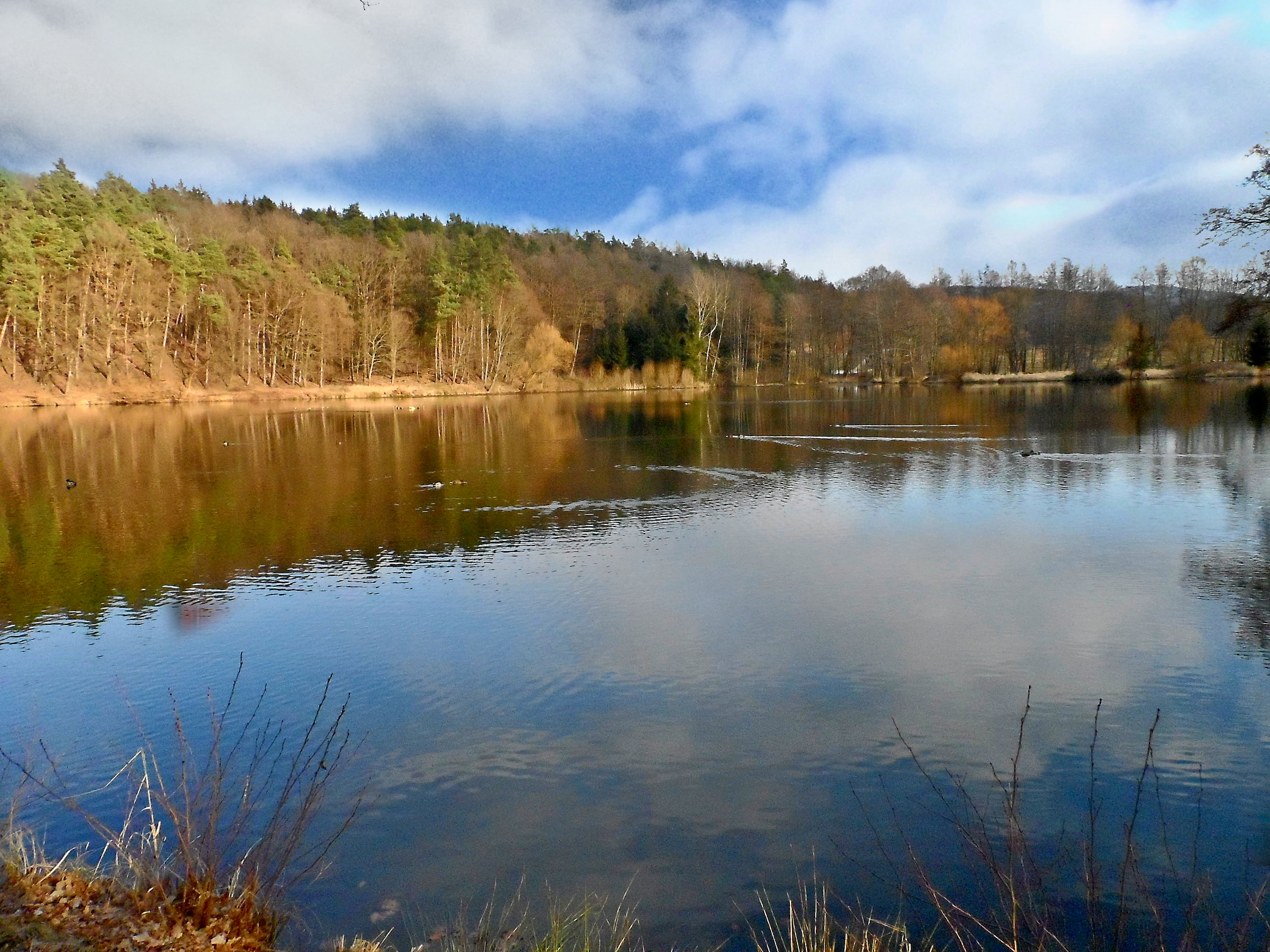
Červený rybník
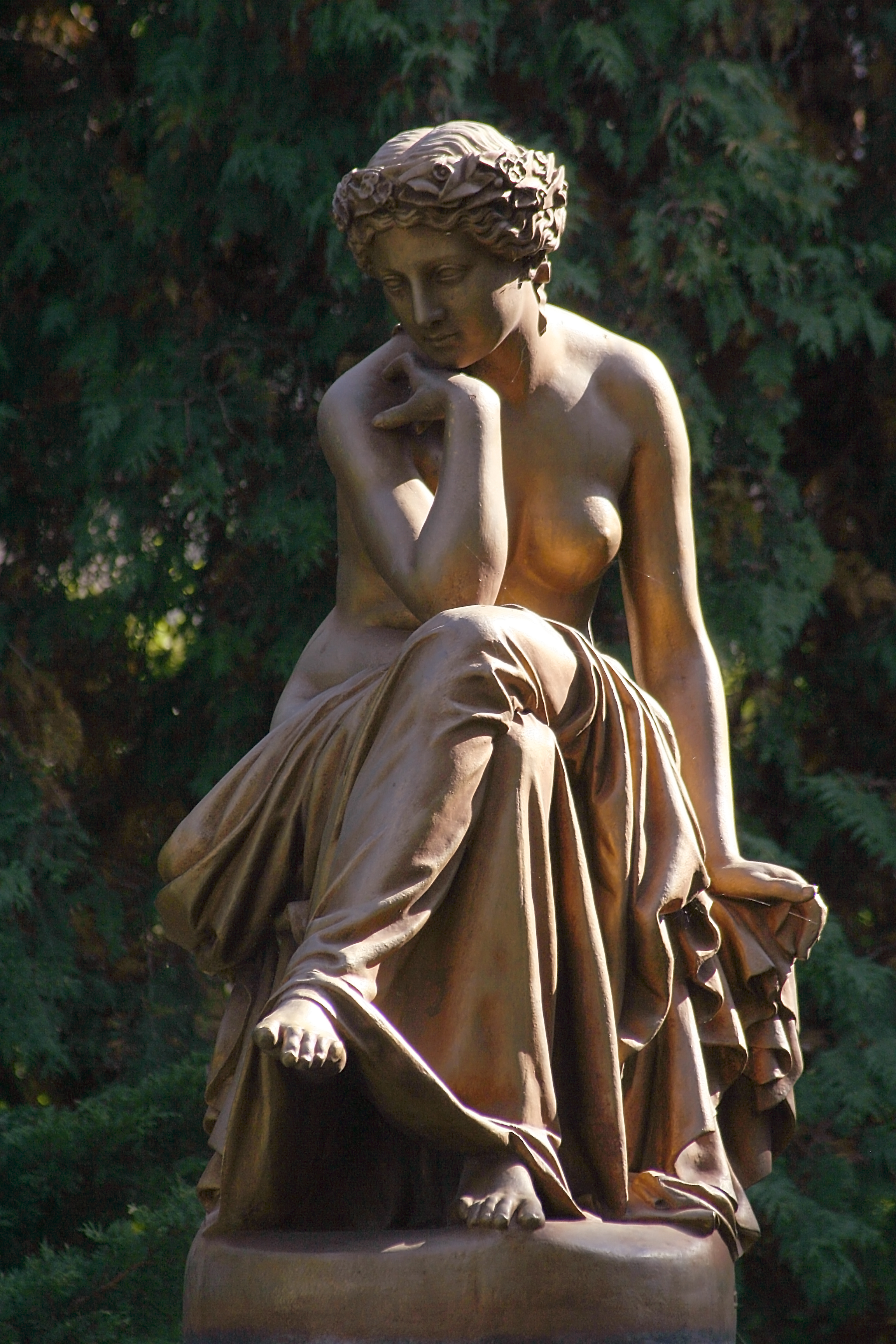
Litinová socha "Snění"
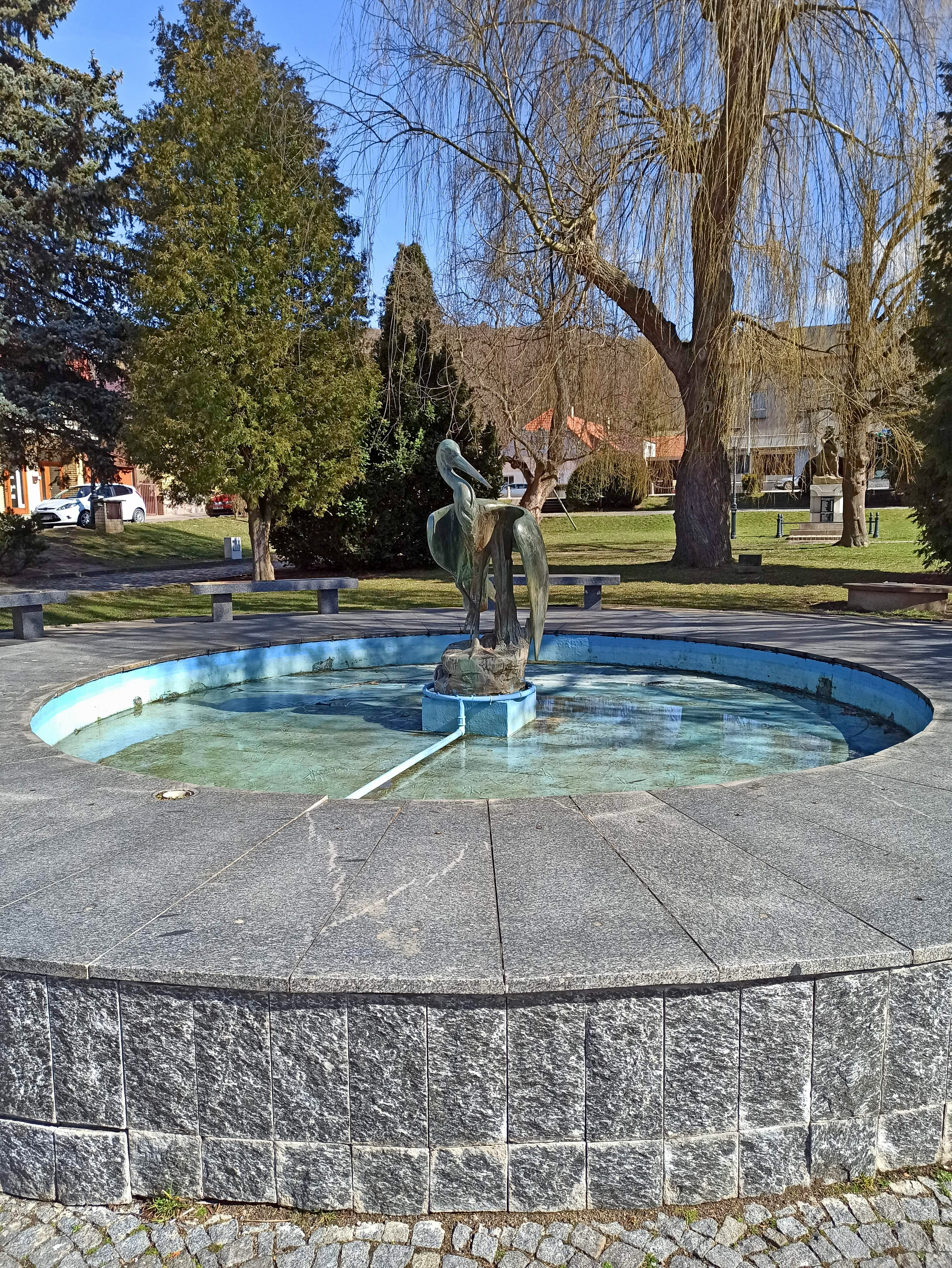
Kašna s volavkou na náměstí Míru
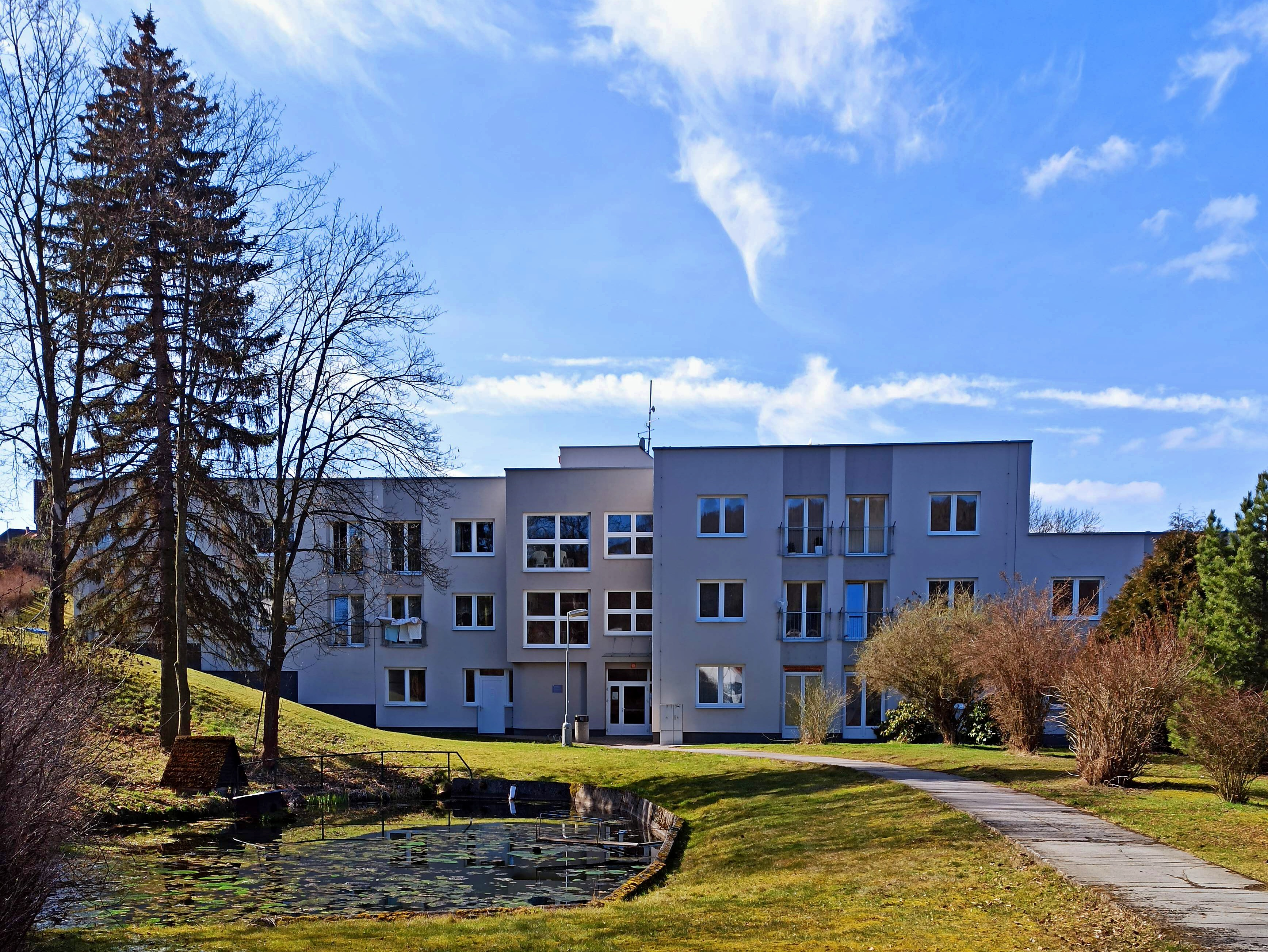
Dům s pečovatelskou službou v Komárově - hlavní vchod
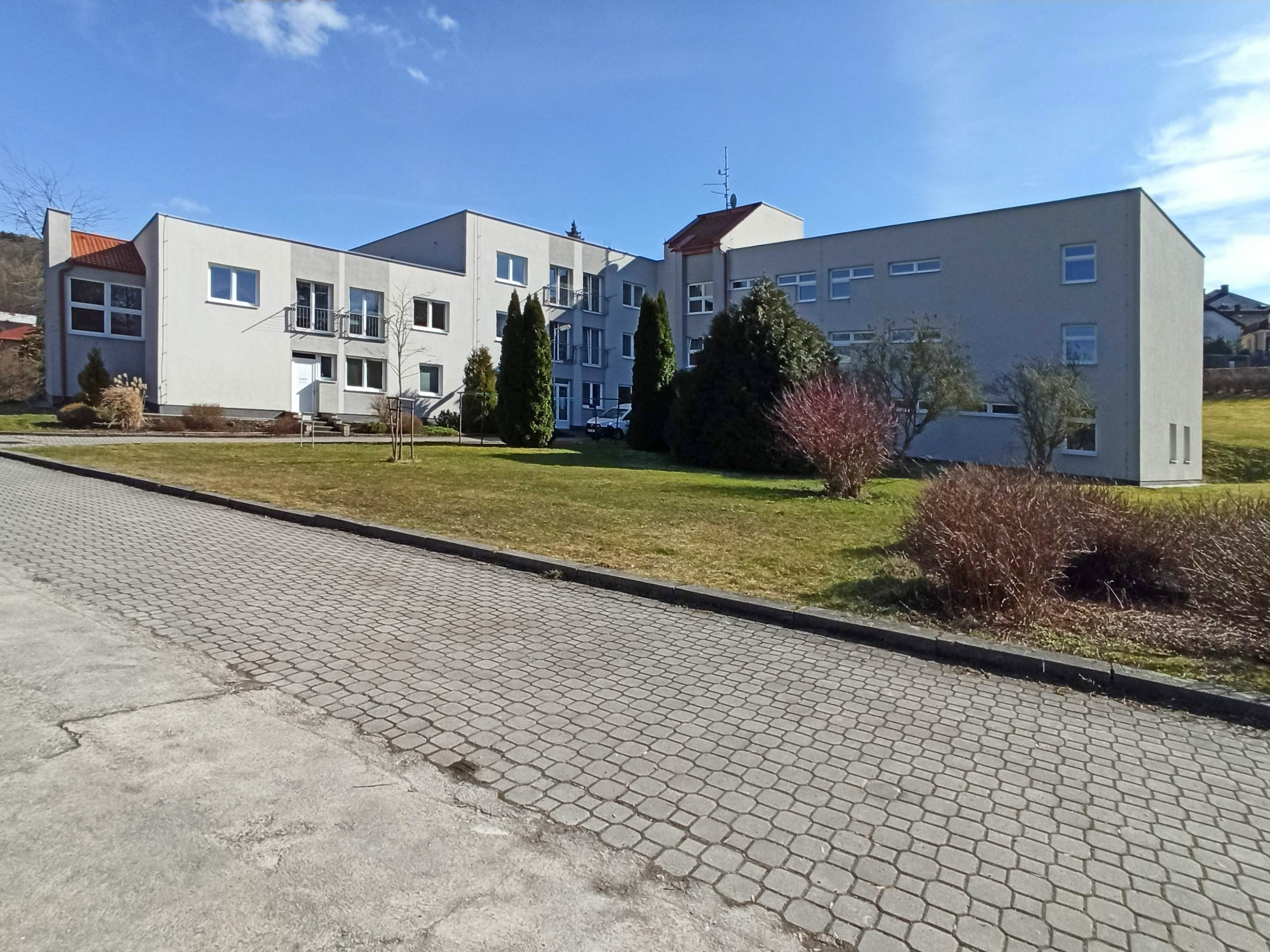
Dům s pečovatelskou službou v Komárově - západní pohled
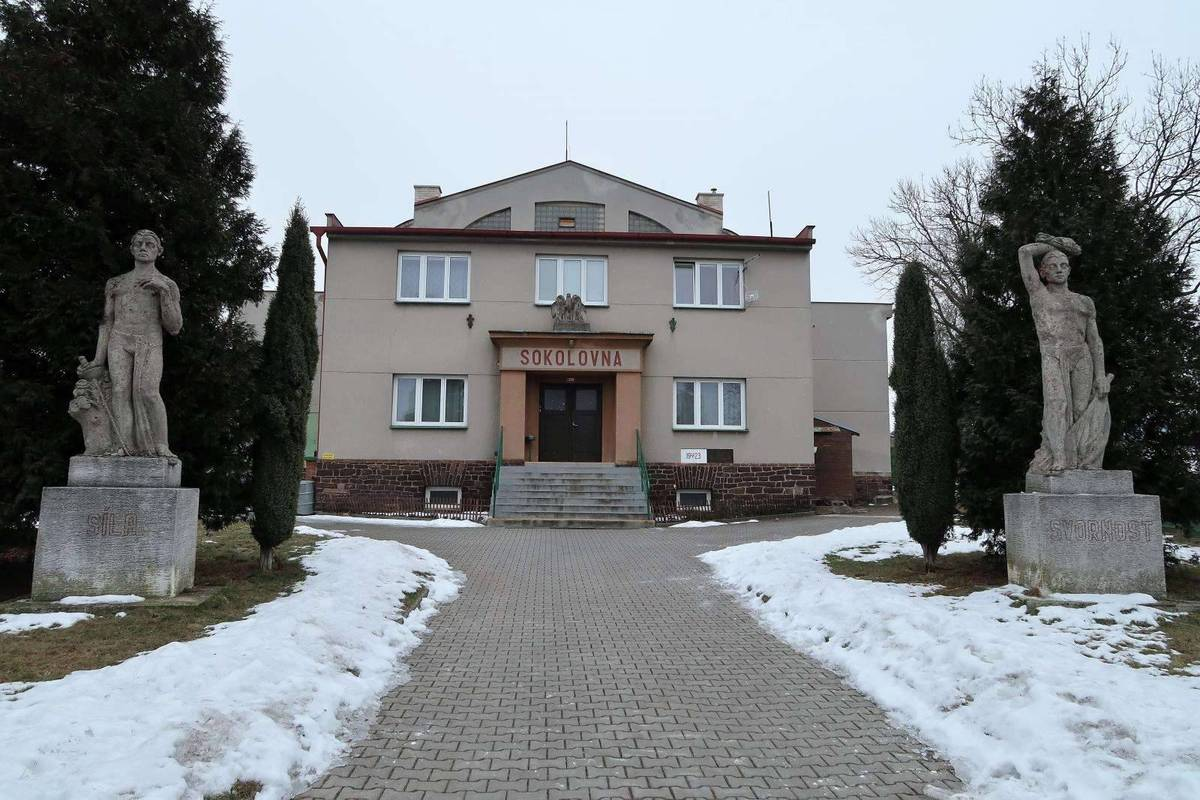
Sokolovna